# Traditionsinsel
Traditionsinsel ist ein Begriff aus der Denkmalpflege und bezeichnet die punktuelle historische Rekonstruktion einzelner städtebaulicher Ensembles bzw. Plätze nach den großflächigen Zerstörungen des Zweiten Weltkrieges, wie zum Beispiel in Braunschweig.

## Geschichte

### Vorgeschichte

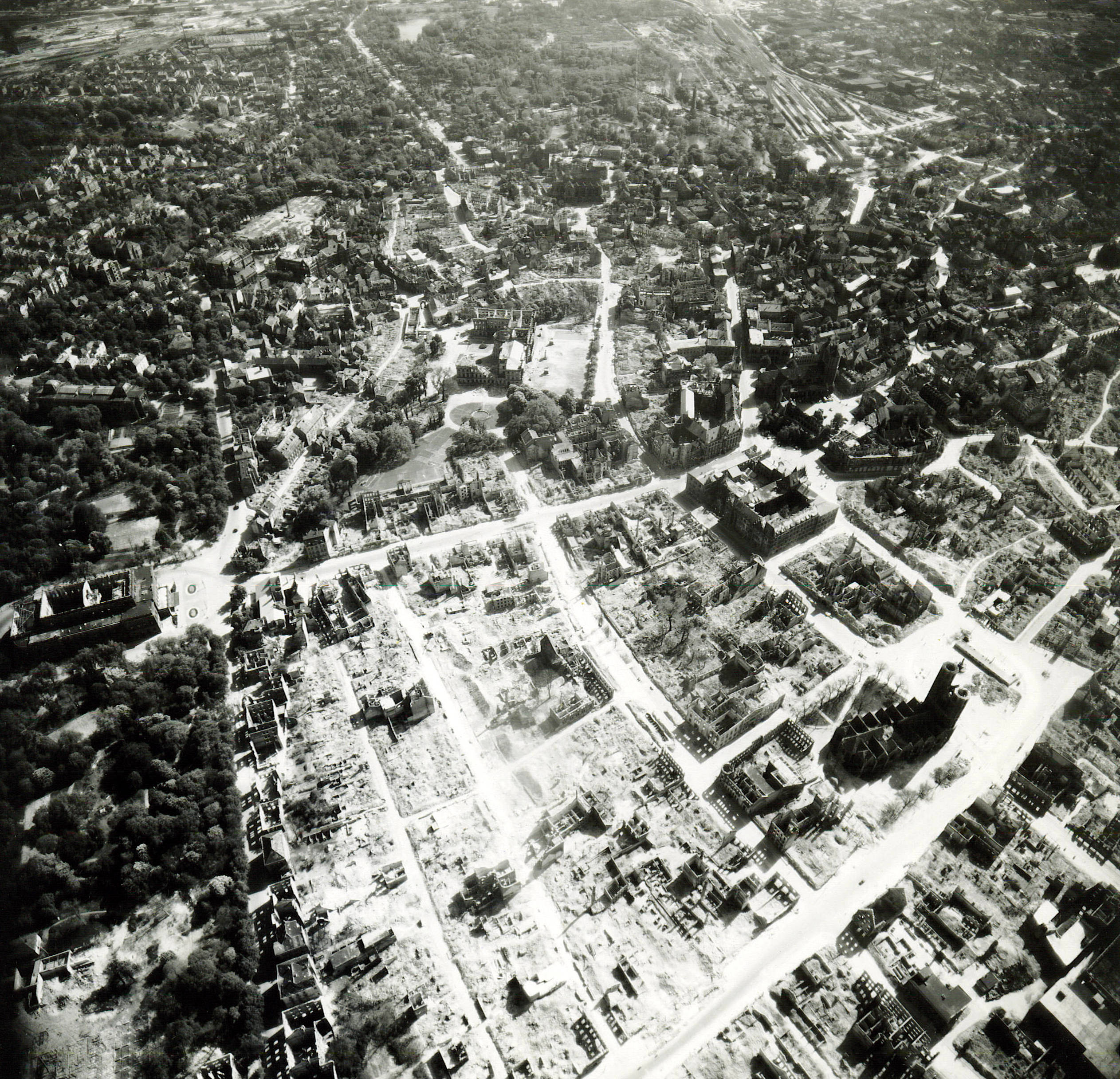
Zerstörte Braunschweiger Innenstadt. Luftaufnahme der USAAF vom 12. Mai 1945. Blickrichtung Süden: Auflistung markanter Orientierungspunkte unter „Anmerkungen“.

Bis zum Beginn des Zweiten Weltkrieges war die seit dem Mittelalter über Jahrhunderte gewachsene Stadtlandschaft mit ihren teils organisch entstandenen Straßenzügen und Bauwerken verschiedener Epochen und Baustile weitestgehend erhalten geblieben. Braunschweig war, vor allem im Stadtzentrum, eine von hunderten Fachwerkhäusern geprägte Stadt, als die Zerstörungen durch alliierte Luftangriffe im Sommer 1941 begannen. Der erste Luftangriff erfolgte am 17. August 1940 durch die Royal Air Force (RAF). Seit dem 27. Januar 1943 griffen Bomber der United States Army Air Forces (USAAF) deutsche Städte auch bei Tage an. Ab Februar 1944 (Big Week) war der Industrie-, Forschungs- und Rüstungsstandort Braunschweig ein planmäßiges Ziel amerikanischer und britischer Bomberstaffeln. Bis Kriegsende folgten etwa 42 Luftangriffe alliierter Bomberverbände. In der Nacht des 15. Oktober 1944 fand der verheerendste Angriff durch die No. 5 Bomber Group der RAF statt. Der dadurch verursachte zweieinhalb Tage andauernde Feuersturm zerstörte 90 % der Innenstadt. Der letzte Bombenangriff auf die Stadt erfolgte am 31. März 1945 durch die 392. US Bomber Group.

### Das Konzept der „Traditionsinseln“

Prospekt aus den 1970ern

Der damalige Landeskonservator und oberste Denkmalschützer des Landes Braunschweig Kurt Seeleke entwarf angesichts der großflächigen Zerstörungen zusammen mit dem in der Stadt tätigen Architekten Friedrich Wilhelm Kraemer das Konzept der „Traditionsinsel“. Sein Ziel war es, erhaltene historische Bauwerke, vor allem um fünf Innenstadtkirchen der fünf historischen Weichbilde Braunschweigs, Altewiek, Altstadt, Hagen, Neustadt und Sack herum, zu sichern.
Nachfolgend die fünf Traditionsinseln, zuzüglich der mehr oder weniger weitläufigen Umgebung in Abhängigkeit erhalten gebliebener bzw. wieder aufgebauter historischer Bausubstanz:
- Aegidienviertel, rund um die Aegidienkirche
- Altstadtmarkt, rund um die Martinikirche
- Burgplatz, rund um den Braunschweiger Dom
- Magniviertel, rund um die Magnikirche
- Michaelisviertel, rund um die Michaeliskirche

Aufgrund der irreparablen Zerstörungen in den Weichbilden Neustadt rund um den Wollmarkt und die Andreaskirche und im Hagen mit dem Hagenmarkt und der angrenzenden Katharinenkirche mussten diese beiden Bereiche als zukünftige Traditionsinseln ausgeschlossen werden, da es dort – außer den beiden schwer beschädigten Kirchen und der Liberei – keine andere erhaltene historische Bausubstanz mehr gab. Ebenso ausgeschlossen wurde der Bereich des beschädigten Braunschweiger Schlosses am Bohlweg, dessen dem Schloss gegenüber liegende Häuserreihe vollständig zerstört war.
1963 wurden die Traditionsinseln in die Denkmalpflegesatzung der Stadt Braunschweig aufgenommen, wodurch sie gesetzlichen Schutz erlangten.
Obwohl die meisten Gebäude rund um den unweit des Altstadtmarktes gelegenen Kohlmarkt den Krieg weitgehend unzerstört überstanden hatten, gehört dieser Bereich nicht zu den Traditionsinseln.

### Kritik
Kritiker des Konzeptes führten u. a. an, dass es sich dabei um eine Art „Freilichtmuseum“ handele, da selbst diese „Inseln“ kriegsbedingte Lücken aufwiesen, die wiederum mit Gebäuden geschlossen wurden, die an deren ursprünglichen Standorten zunächst abgebaut werden mussten (z. B. das Rüninger Zollhaus), um sie dann anschließend in eine der Traditionsinseln einzupassen. Ein anderer Kritikpunkt war die künstlich und nachträglich wieder erzeugte scheinbare historische Authentizität, die jedoch nicht den historischen Tatsachen entspreche.
Vorrangiger Zweck des Konzeptes „Traditionsinsel“ war es, wie Göderitz es formulierte, „späteren Generationen ein Bild des alten [im Bombenkrieg untergegangenen] Braunschweig zu vermitteln.“ Göderitz’ Verständnis war, die Architektur als Mittel zur Veranschaulichung von Städtebau-Geschichte einzusetzen; dazu sollten diese steinernen – aber nicht stummen – Zeugen beitragen. Kurt Seeleke hatte das Konzept in seinen Grundzügen bereits 1943 (nach den ersten Bombenangriffen auf Braunschweig) entworfen und bis 1955 in Zusammenarbeit mit Kraemer weiter entwickelt. Seeleke war ein beständiger und scharfer Kritiker des, wie er fand, anonymen oder belanglosen „Architektur-Breis“, der als Wiederaufbau in die zerstörten deutschen Städte Einzug hielt und in dem, „verstreut wie Rosinen“, diese „historischen Reservate“ verteilt seien.
Wilhelm Westecker, ein Kritiker der „Traditionsinsel“, meinte: „Im Burghof [= Burgplatz] spiegeln sich die Geschichte der Frühzeit und die Baugeschichte von Jahrhunderten noch immer sehr eindrucksvoll. Nur wurde die Krone der alten Stadt 1945 gleichsam zum isolierten Freilichtmuseum degradiert.“
Die leidenschaftlich geführten Diskussionen über die Rekonstruktion von Ensembles haben sich später bei ähnlichen Projekten, wie der Neuen Frankfurter Altstadt oder dem Alten Markt in Potsdam, wiederholt.